# Bujatrika
Bujatrika (iz grščine bous - vol, krava in iatrics - ?) je veja veterinarske medicine, ki se ukvarja s preučevanjem goveda in zdravljenjem bolezni, ki jih prizadenejo.